# Roman Dreżepolski
Roman Marian Dreżepolski (ur. 15 października 1885 we Lwowie, zm. 16 kwietnia 1962 w Poznaniu) – polski doktor biologii, profesor Gimnazjum Marii Magdaleny, dyrektor Gimnazjum Bergera, działacz śpiewaczy, prezes honorowy Chóru Męskiego „Echo”.

## Życiorys
Urodził się w rodzinie o tradycjach muzycznych. Ojciec, Aleksander, był flecistą-amatorem i członkiem Lwowskiego Towarzystwa Muzycznego, matka (Wanda) śpiewała, a siostra grała na pianinie. W szkole podstawowej próbował organizować własny chór, a po ukończeniu szkoły średniej wstąpił do Lwowskiego Chóru Akademickiego. W niedługim czasie został prezesem chóru. Ukończył studia z zakresu biologii na Uniwersytecie Lwowskim.
Miał żonę Jadwigę (ur. 1884), z którą miał córkę Ewę (ur. 1914).
Po I wojnie światowej przeprowadził się do Poznania. Wraz z nim do Poznania przybyli inni członkowie chóru. W 1920 zawiązali oni Chór Męski „Echo”, w którego zarządzie zasiadł Dreżepolski (od 1933 jako prezes, a od 1960 jako prezes honorowy).
Jednocześnie był nauczycielem w Gimnazjum Marii Magdaleny, następnie dyrektorem Gimnazjum Bergera. Potem przeszedł na emeryturę.
W swoim ogrodzie przeprowadzał doświadczenia z zakresu biologii.
W czasie II wojny światowej zmuszony był wyjechać do Warszawy. Nie zaprzestawał działalności, organizował konspiracyjny chór, spotykający się w mieszkaniach prywatnych. Po wojnie powrócił do Poznania.
Członek Polskiego Towarzystwa Przyrodników im. Mikołaja Kopernika. Prowadził wykłady i audycje radiowe.

## Prace
- Supplement à la connaissance des eugleniens de la Pologne (Przyczynek do znajomości polskich Euglenin), 1925
- Eugleniny denne, nakł. Polskiej Akademii Umiejętności, Kraków 1948

## Odznaczenia i nagrody
- srebrna odznaka śpiewacza
- złota odznaka śpiewacza
- odznaka śpiewacza złota z laurem wieńcowym
- I nagroda w konkursie Zjednoczenia Polskich Zespołów Śpiewaczych za spisane przeżycia związane z działalnością chóru